# エーリヒ・ブランデンブルク
アルノルト・オットー・エーリヒ・ブランデンブルク（Arnold Otto Erich Brandenburg, 1868年7月31日 − 1946年1月22日）は、ドイツの歴史家、系譜学者、作家、史料編纂家。シュトラールズント生まれ。

## 人物
1886年から1891年まで、法学と歴史学をライプチヒ大学、ハイデルベルク大学、ゲッティンゲン大学、ベルリン大学に学んだ。1890年、学位論文『ドイツ国王ジギスムントとブランデンブルク選帝侯フリードリヒ1世：1409〜1426年König Sigmund und Kurfürst Friedrich I. von Brandenburg. 1409-1426』でベルリン大学から歴史学博士を取得、1894年には論文『シュマルカルデン同盟によるブラウンシュヴァイク公ハインリヒの捕縛（1545年）Die Gefangennahme Herzog Heinrichs von Braunschweig durch den Schmalkaldischen Bund (1545)』によってライプチヒ大学から近代史の教授資格を与えられた。1894年から1899年まで私講師としてライプチヒ大学で、1899年から1903年まで員外教授として（１年後にボン大学で）、1904年から1935年まではライプチヒ大学の正教授ないし歴史学ゼミナール主任として教鞭を執った。1917年から1918年まで同大哲学学部長、1919年から1920年までは同大学長を務めた。ブランデンブルクは20世紀初頭、最も名声ある歴史家の一人であった。ブランデンブルクが、当時のライプチヒ大教授で歴史家のカール・ランプレヒトの影響を受けていることは明白である。
1933年11月11日のナチスによる権力掌握後、ブランデンブルクはドイツの総合大学・単科大学教授のアドルフ・ヒトラー及び国民社会主義国家への宣誓告白（Bekenntnis der Professoren an den deutschen Universitäten und Hochschulen zu Adolf Hitler und dem nationalsozialistischen Staat）に署名した。
ブランデンブルクは、ザクセン選帝侯モーリッツの伝記を著した。本書では、重要な史料学に基づいた記述がなされており、単なる教会史や政治史の記述に止まらず、文化史・経済史的側面も合わさるものであった。1900年に『ザクセン選帝侯モーリッツ政治書簡集Die Politischen Korrespondenz des Kurfürsten Moritz von Sachsen』の編纂作業が開始され、2006年になってようやく、ギュンター・ヴァルテンベルクの手によって6巻本として完結した。
学生時代のブランデンブルクは、1887年から黒色結社（Schwarze Verbindung）、後にはヴィネタ・ハイデルベルク学生結社（Burschenschaft Vineta Heidelberg）の一員となっていた。

ブランデンブルクは、ザクセン科学アカデミー正会員、プロイセン科学アカデミー及びバイエルン科学アカデミーの通信会員であった

## 著作(一部)
- (Hrsg.) König Friedrich Wilhelm IV.: Briefwechsel mit Ludolf Camphausen. 1906.
- (Hrsg.) Briefe Kaiser Wilhelms des Ersten. Nebst Denkschriften und anderen Aufzeichnungen in Auswahl. 1911.
- Die deutsche Revolution 1848, 1912 (online).
- Quellensammlung für den geschichtlichen Unterricht an höheren Schulen (Heft 15) Teubner, Leipzig 1913 (Digitalisat).
- Die Reichsgründung, 2 Bde., 1916/1923 (online: Bd. 1, Bd. 2). Nachdruck der 2., verbesserten Auflage Leipzig 1924: Olms, Hildesheim 2005.
- Wie gestalten wir unsere künftige Verfassung. Quelle & Meyer, Leipzig 1919. Die materialistische Geschichtsauffasung, 1920.
- Von Bismarck zum Weltkriege, 1924 (Unveränd. reprograf. Nachdruck der neuen, verm. Ausg. Leipzig 1939: Darmstadt, Wissenschaftliche Buchgesellschaft 1973). 
  - 芦田均訳『最近世界外交史 前篇―ビスマルクより世界大戦まで』（明治図書、1934年）
  - 新版『第一次世界大戦への外交史１―ビスマルクから日露戦争まで』（書肆心水、2020年）
    - 『第一次世界大戦への外交史 2―建艦競争からバルカン戦争と開戦まで』
- Die Nachkommen Karls des Großen, 1935 (Faksimile-Nachdruck: Heinz F. Friederichs (Hrsg.), in: Genealogie und Landesgeschichte, Band 10, Zentralstelle für deutsche Personen- und Familiengeschichte, Frankfurt am Main 1964).